# لوئیس فیورینی
لوئیس فیورینی (انگلیسی: Lewis Fiorini؛ زادهٔ ۱۷ مهٔ ۲۰۰۲) بازیکن فوتبال اهل اسکاتلند است.
وی همچنین در تیم‌های ملی فوتبال تیم ملی فوتبال زیر ۱۶ سال انگلستان, Scotland national under-16 football team, Scotland national under-17 football team, Scotland national under-19 football team، و زیر ۲۱ سال اسکاتلند بازی کرده‌است.